# MieterMagazin
Das MieterMagazin (MM) ist die Mitgliederzeitschrift des Berliner Mietervereins.
Behandelt werden rechtliche und praktische Fragen aus dem Bereich der Mietrechts, insbesondere des Wohnraummietrechts. Die Zeitschrift behandelt weiterhin Themen der Wohnungspolitik und Stadtentwicklung, Hintergrundinformationen, Auslandsreport sowie Verbraucher- und Energietipps.
Obwohl der Herausgeber ein örtlicher – wenn auch bundesweit der größte – Mieterverein und ein Landesverband des Deutschen Mieterbunds ist, behandelt die Zeitschrift auch Fragen des Mietrechts, die den regionalen Bezug Berlin und Umgebung verlassen. Wichtige Urteile der Mietgerichte, insbesondere des Bundesgerichtshofes, werden erläutert und in der Online-Ausgabe verlinkt.
Das MieterMagazin erscheint mit jährlich zehn Ausgaben (Doppelhefte über Weihnachten und Sommer).
Die Zeitschrift erschien zunächst als Berliner Mieterzeitung seit 1952. Darin aufgegangen sind als Beilage die Mietrechtlichen Mitteilungen.
Geschäftsführender Redakteur ist Hermann Behlau, Chefredakteur Udo Hildenstab. Die Auflage beträgt nach eigenen Angaben ca. 110.000 Exemplare (Stand 2002), wovon 1000 aus Verkäufen resultieren.